# Flora Australasica
Flora Australasica (abreviado Fl. Australas.) es un libro con ilustraciones y descripciones botánicas que fue escrito por el botánico, horticultor y pteridólogo inglés Robert Sweet y publicado en 14 partes en los años 1827-1828 con el nombre de Flora Australasica; or, a selection of handsome, or curious plants, natives of New Holland, and the South Sea Islands; containing coloured figures and descriptions......